# Selenis Leyva
Selenis Leyva (sinh ngày 26/5/1972) là nữ diễn viên người Mỹ. Cô được biết đến qua vai Gloria Mendoza trong sê-ri Orange Is the New Black. Cô là người ủng hộ cho cộng đồng LGBT, vào tháng 6 năm 2015, cô cũng cho biết em gái mình, Marizol, là một người chuyển giới.